# 1 Oddział Ochrony Pogranicza
1 Oddział Ochrony Pogranicza – zlikwidowany oddział w strukturze organizacyjnej Wojsk Ochrony Pogranicza pełniący służbę na granicy polsko-czechosłowackiej i polsko-niemieckiej.

## Formowanie i zmiany organizacyjne

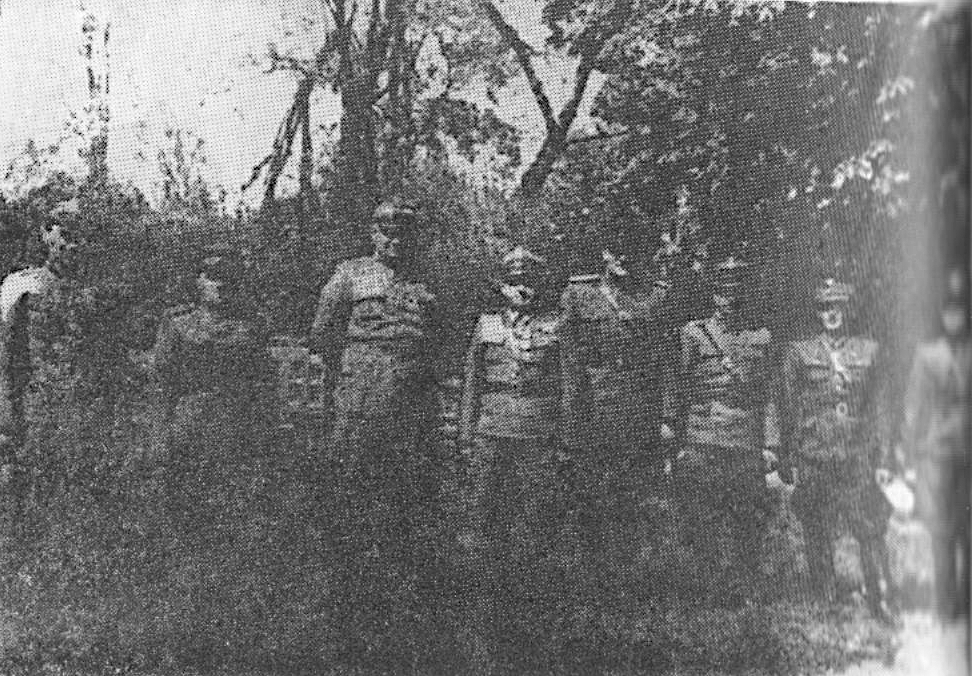
Generał broni Stanisław Popławski d-ca Śląskiego Okręgu Wojskowego w otoczeniu d-ców i z-ców d-ców ds. polityczno-wychowawczych 1, 10 i 11 Oddziałów Ochrony Pogranicza (czerwiec 1946)

1 Oddział Ochrony Pogranicza JW 1762 (Zarządzenie SzSG Nr  053/Org. 30 marca 1946) został sformowany na podstawie rozkazu organizacyjnego Nr 0245/Org. Naczelnego Dowódcy WP z 13 września 1945 przez Śląski Okręg Wojskowy według etatu Nr 8/8-B o stanie 2507 oficerów, podoficerów i szeregowców oraz 23 pracowników cywilnych.
Organizacja Oddziału WOP nr 1. rozpoczęta została w pierwszych dniach października 1945 w Lubaniu. Organizowany oddział otrzymał żołnierzy z 7., 10. i 11. Dywizji Piechoty oraz grupę podoficerów z 17. Dywizji Piechoty. Szybki postęp prac organizacyjnych, związany z napływem ludzi, sprzętu i uzbrojenia pozwolił na dotrzymanie wyznaczonych rozkazem terminów i przejęcie od pododdziałów 7., 10. i 11. Dywizji Piechoty w dniach 25–31 października 1945 odcinka granicy od miejscowości Zasieki do Graniczne Budy i przystąpienie z dniem 1 listopada 1945 do pełnienia służby granicznej. Oddział przejął więc pod ochronę odcinek granicy zachodniej Zasieki–Porajów oraz część granicy południowo-zachodniej Markocice–Graniczne Budy. Z tego odcinek granicy polsko-niemieckiej liczył 144 km, a odcinek granicy polsko-czechosłowackiej 140 km.
Miejscem postoju Oddziału początkowo został wybrany Żagań, jednak ostatecznie wybrano Lubań. Po zorganizowaniu oddziału; sztab oddziału wraz z pododdziałami zabezpieczającymi i dowództwo 25 października 1945 został przeniesiony do miejscowości Szymbark (obecna nazwa Sulików). Jednakże ze względu na skrajne położenie Sulikowa w stosunku do pododdziałów oddziału oraz braku kompleksu koszarowego sztab 1. Oddziału WOP 24 maja 1946 ponownie powróciły do Lubania, do wyremontowanych koszar.
Na podstawie rozkazu Nr 0153/Org. Naczelnego Dowódcy WP z 21 września 1946 jednostka została przeformowana w 1 Łużycki Oddział WOP.

## Struktura organizacyjna oddziału
Stan w 1945:
- Dowódca oddziału
  - Adiutant
- Zastępca ds. polityczno-wychowawczych
  - Wydział polityczno-wychowawczy
- Zastępca ds. liniowych
  - Kierownik służby psów
- Szef sztabu
  - Sztab
- Zastępca ds. wywiadu
  - Wydział wywiadowczy
- Pomocnik ds. gospodarczych
  - Wydział zaopatrzenia materiałowo-technicznego
  - Sekcja kwatermistrzowsko-eksploatacyjna
  - Kompania gospodarcza
- Szef służby inżynieryjnej
- Szef służby samochodowej
- Szef służby chemicznej
- Szef służby sanitarnej
  - Ambulatorium Izba chorych
- Szef służby weterynaryjnej
  - Ambulatorium weterynaryjne
- 1 Komenda Odcinka Szklarska Poręba (strażnice nr 1–5)[14]
- 2 Komenda Odcinka Leśna (strażnice nr 6–10)[14]
- 3 Komenda Odcinka Bogatynia (strażnice nr 11–15)[14]
- 4 Komenda Odcinka Zgorzelec (strażnice nr 16–20)
- 5 Komenda Odcinka Tuplice (strażnice nr 21–25)[14]
- 4 przejściowe punkty kontrolne (PPK)[f][g]:
  - Przejściowy Punkt Kontrolny Jacobsthal (drogowy III kat.)[14]
  - Przejściowy Punkt Kontrolny Jacobsthal (kolejowy III kat.)[14]
  - Przejściowy Punkt Kontrolny Zgorzelec (drogowy III kat.)[14]
  - Przejściowy Punkt Kontrolny Tuplice (drogowy III kat.)[14].
- Grupa manewrowa (175 żołnierzy)[h][22]
- Pluton komendancki

## Sąsiednie oddziały Ochrony Pogranicza
- 11 Oddział Ochrony Pogranicza ⇔ 2 Oddział Ochrony Pogranicza[i].

## Dowódcy oddziału
- ppłk Walerian Kuczyński[j][24] (był na początku 1946)[25].